# Bulnesia carrapo
Bulnesia carrapo är en pockenholtsväxtart som beskrevs av Killip & Dugand. Bulnesia carrapo ingår i släktet Bulnesia och familjen pockenholtsväxter. Inga underarter finns listade i Catalogue of Life.